# RFU Championship 1997-98
La RFU Championship 1997-98 fue la decimoprimera edición del torneo de segunda división de rugby de Inglaterra.

## Sistema de disputa
Los equipos se enfrentaran todos contra todos en condición de local y de visitante, totalizando 22 partidos en la fase regular.

## Clasificación
| Pos. | Equipo                | Encuentros | Encuentros | Encuentros | Encuentros | Tantos | Tantos | Tantos | Puntos |
| Pos. | Equipo                | PJ         | PG         | PE         | PP         | F      | C      | Dif    | Puntos |
| ---- | --------------------- | ---------- | ---------- | ---------- | ---------- | ------ | ------ | ------ | ------ |
| 1    | Bedford Blues         | 22         | 20         | 0          | 2          | 791    | 365    | 436    | 38     |
| 2    | West Hartlepool RFC   | 22         | 15         | 1          | 6          | 617    | 431    | 186    | 31     |
| 3    | London Scottish       | 22         | 14         | 1          | 7          | 517    | 404    | 113    | 29     |
| 4    | Rotherham RUFC        | 22         | 14         | 0          | 8          | 566    | 386    | 180    | 28     |
| 5    | Orrell RUFC           | 22         | 12         | 0          | 10         | 533    | 400    | 133    | 24     |
| 6    | Moseley RFC           | 22         | 11         | 1          | 10         | 478    | 421    | 57     | 23     |
| 7    | Coventry RFC          | 22         | 11         | 1          | 10         | 444    | 532    | −88    | 23     |
| 8    | Waterloo RFC          | 22         | 11         | 0          | 11         | 510    | 525    | −15    | 22     |
| 9    | Blackheath Rugby Club | 22         | 8          | 0          | 14         | 472    | 621    | −149   | 16     |
| 10   | Wakefield RFC         | 22         | 6          | 0          | 16         | 382    | 556    | −174   | 12     |
| 11   | Exeter                | 22         | 6          | 0          | 16         | 334    | 553    | −219   | 12     |
| 12   | Fylde Rugby Club      | 22         | 2          | 0          | 20         | 258    | 710    | −452   | 4      |

|  | Campeón. |

| Bandera de Inglaterra |
| Campeón Bedford Blues |
| Primer título         |